# رضا مجد
رضا مجد سیاست‌مدار ایرانی بود، که در دوره‌های  بیست و یکم ،  بیست و دوم  و  بیست و سوم  بعنوان نماینده خمین و محلات در مجلس شورای ملی حضور داشت.
مجد از اعضای حزب ایران نوین در مجلس شورای ملی بود. 